# Misiurka

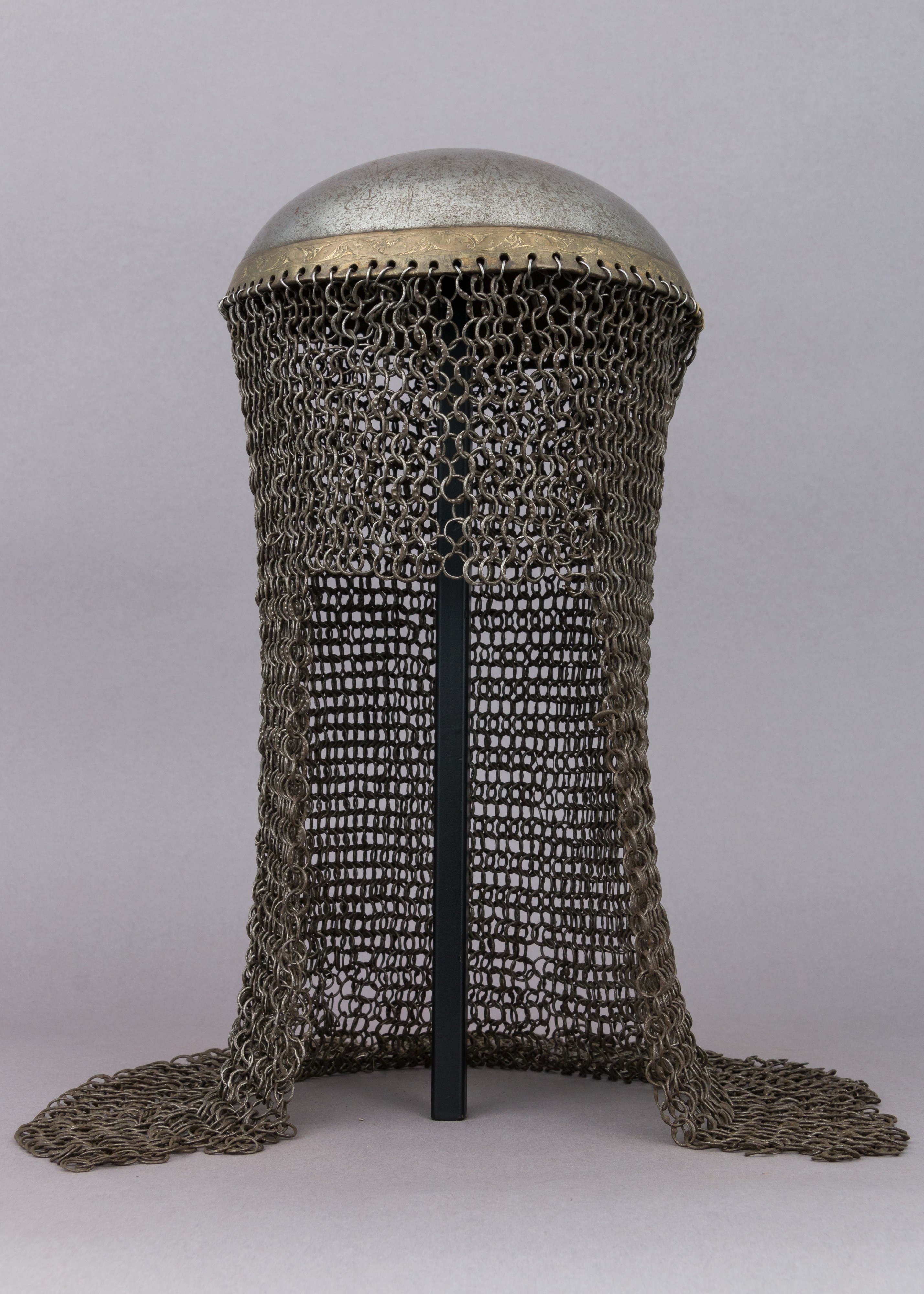
Misiurka

Misiurka – hełm pochodzenia wschodniego, złożony z dzwonu w formie metalowej płaskiej miski z doczepionym do niego długim kapturem kolczym.
Dzwon misiurki wyścielany był od spodu czepcem lub małym turbanem (watowanym lub filcowym) który amortyzował wstrząsy. Doczepiony do dzwonu kaptur kolczy miał zwykle długość ok. 35 cm i chronił kark, potylicę, czoło, skronie i ramiona.
Najstarsze znane egzemplarze misiurek pochodzą z XIII i XIV w. Był popularną formą hełmu w Imperium Osmańskim i w krajach znajdujących się pod jego panowaniem. Na Kaukazie używano ich aż do II połowy XIX w. Używano ich również na Rusi w chanatach tatarskich i na Węgrzech. W Polsce misiurka używana była głównie przez jazdę kozacką, pancernych i petyhorców od XVI do połowy XVIII wieku.
Nazwa pochodzi od arabskiego słowa Misr oznaczającego Egipt.

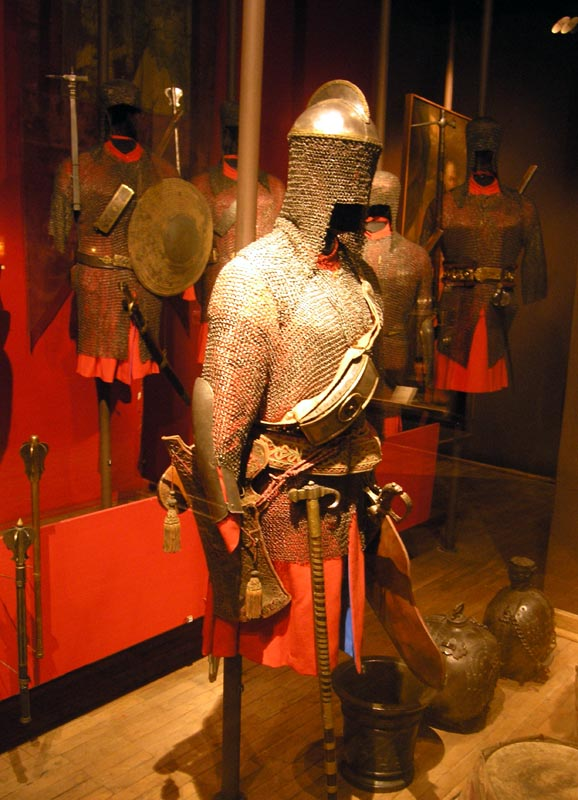
Pancerny w misiurce, eksponat MWP
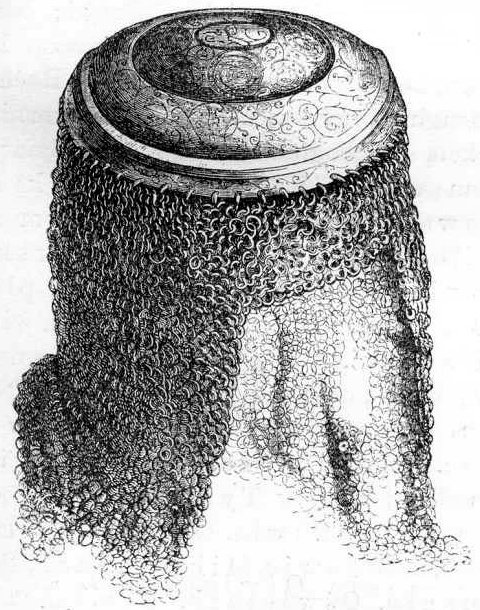
Szkic misiurki tureckiej Glogera
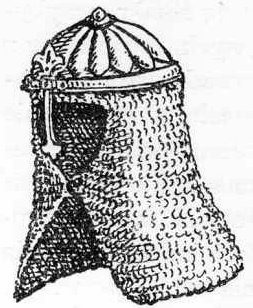
Szkic misiurki polskiej Glogera